# Matt Molloy
Matt Molloy (Ballaghaderreen, 12 gennaio 1947) è un flautista irlandese.
È considerato uno dei massimi interpreti del suo strumento nel campo della musica popolare irlandese.

## Biografia
Nato in una regione famosa per i suoi flautisti, Molloy imparò a suonare da bambino, vincendo il primo premio del concorso "All-Ireland Flute Championship" all'età di 17 anni. 
Durante gli anni settanta, Molloy fece parte del gruppo The Bothy Band e del suo successore il rinato Planxty. Nel 1979 entrò a far parte dei Chieftains, rimpiazzando Michael Tubridy. Nel corso degli anni Molloy ha anche lavorato con l'Orchestra di Musica da Camera Irlandese, Paul Brady, Tommy Peoples, Micheál Ó Súilleabháin e Donal Lunny, e ha inciso diversi album come solista.
Lo stile di Molloy è caratterizzato dalla velocità dell'esecuzione, dalla pulizia e brillantezza del suono, e dalla fantasia dell'ornamentazione. Molloy, che è anche autore di diversi motivi popolari (tunes), suona un flauto traverso irlandese a 
otto chiavi o il cosiddetto "Simple System", traverso ma senza chiavi (occasionalmente si esibisce anche al tin whistle e alle uilleann pipes).

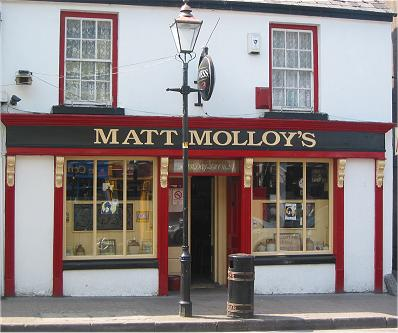
Il pub di Matt Molloy a Westport, contea di Mayo

Da diversi anni Molloy, pur senza essersi ritirato dall'attività musicale, possiede un pub a Westport, contea di Mayo della cui gestione si occupa attivamente e nel quale, ovviamente, le performance musicali dal vivo costituiscono la massima attrazione.

## Discografia

### Come Solista
- Matt Molloy - Mulligan, 1976, LUN 004
- The Heathery Breeze:; 1981 (LP Version); Shanachie, 1993, 79013 (CD Version)
- Stony Steps; Claddagh Records, 1987, CCF 18; Green Linnet, 1992 |GL 3041
- Shadows on Stone - Caroline Records, 1997, 1108

### Con The Bothy Band
- The Bothy Band: The First Album - Mulligan, 1975 |LUN 002; Green Linnet, late 80's, GL 3011
- The Bothy Band: Old Hag You Have Killed Me; Mulligan, 1976; Green Linnet, 1992, GL 3005
- The Best Of The Bothy Band: - Green Linnet, 1988, GL 3001
- The Bothy Band: After Hours - Live in Paris; 1984 (LP); Green Linnet, 1992, GL3016
- The Bothy Band: Out Of The Wind & Into The Sun; Mulligan, 1975; Green Linnet, 1985, GL 3013
- The Bothy Band: BBC Live In Concert (1976 & 1978 live concerts); Windsong, 1994, WINCD 5344 602; Green Linnet, 1996, GL3111

### Con i Planxty
- Planxty: After The Break - Tara Records, 1979, Tara 3001
- Planxty: The Woman I Loved So Well - Tara Records, 1980, Tara 3005
- Planxty: High Kings of Tara - Tara, 1980?, Tara 4TA 3003 (cassette only)

### Altre collaborazioni
- Sixteen Ninety-One: Irish Traditional Pub Music - 1973
- Matt Molloy, Tommy Peoples, Paul Brady - Greent Linnet, 1978, 3018
- Mo Cheol Thu (solo in cassetta) - Gael Linn, early 80's |CEF 064
- The Gathering - 1981
- Matt Molloy (con Dónal Lunny); 1984 (LP); Green Linnet, 1991, GL 3008 (CD)
- Contentment is Wealth (Matt Molloy & Seán Keane) - Green Linnet, 1985, GL 1058
- Micheál Ó Súilleabháin: Oileán/Island - Venture Records, 1991, CDVE 40
- Music At Matt Molloy's - Real World Music, 1992, RWM 26
- Global Celebration
- Ellipsis Arts (Sony), 1993 |52296 3234 4
- Heart of the Gaels - Green Linnet, 1992, GL 1054
- Celts Rise Again - Green Linnet Records, 1992, 64461 104 4
- The Fire Aflame - Claddagh, 1993 |CCF 30
- Celtic Graces: A Best of Ireland - EMI, 1994, 7243 8 31216 2 5
- Flight of the Green Linnet - Green Linnet Records, 1995; Rykodisc (Canada) 1995, Ryko 20075
- Green Linnet Records: The Twentieth Anniversary Collection - Green Linnet Records, 1996, GLCD 106
- Mike Oldfield: Voyager - WEA/Warner Bros. Records, 1996, 7599 46482
- Carlos Núñez: A Irmandade das Estrellas - BMG-Spain, 1996 (Spanish Release)
- Carlos Núñez: Brotherhood of Stars - RCA Victor, 1997, 74321-45375-2 (English Release)
- Sult. Spirit of the Music [vari] - Bottom Line Records, 1997, BTL 97302 - 2
- Traditional Music of Ireland - Celtophile Records, 1997, CELT 9006
- James Keane: With Friends Like These - Shanachie, 1998| 78015
- Legends of Ireland - Rhino Records, 1998, 75202

### Con i Chieftains
- Chieftains 9 - Boil The Breakfast Early - Claddagh Records Limited, 1979, CC30
- Chieftains 10 - Claddagh Records - 1981, CC33
- The Year Of The French - Claddagh Records, 1982, CC36
- The Grey Fox - DRG Records Inc., 1983, CDSL 9515
- The Chieftains in China - Claddagh Records, 1987, CC42
- Ballad Of The Irish Horse - Claddagh Records, 1987, CCF42
- Celtic Wedding - RCA Red Seal, 1987, 6358-2-RC
- The Chieftains In Ireland - With James Galway - RCA, 1987, 5798-2-RC
- Tailor of Gloucester - Rabbit Ears Productions, 1988, 74041-70213-4
- Irish Heartbeat - With Van Morrison - Mercury, 1988, 834 469-2
- A Chieftains Celebration - BMG (RCA), 1989, 7858-2-RC
- James Galway and The Chieftains
- Over the Sea to Skye - BMG / RCA Victor, 1990, 60424-2-RC
- Bells Of Dublin - RCA (BMG), 1991, 09026-60824-2
- Reel Music - The Film Scores RCA (BMG), 1991, 60412-2-RC
- Best Of The Chieftains - Columbia Legacy, 1992| *48693
- The Chieftains - An Irish Evening - BMG (RCA), 1992, 09026-60916-2
- Another Country - RCA Victor (BMG), 1992, 09026-60939-2
- The Magic Of The Chieftains - Music Collection International, 1992, MCCD 048
- The Celtic Harp - BMG RCA Victor, 1993, 09026-61490-5
- The Long Black Veil - RCA (BMG), 1995, 09026-62702-2
- Film Cuts - BMG (RCA), 1996, 09026-68438-2
- Santiago - RCA Victor/BMG, 1996| 09026-68602-2
- Fire in the Kitchen - Unisphere Records (BMG), 1998, 09026-63133-2
- Long Journey Home - Unisphere Records (BMG), 1998, 09026-68963-2
- Silent Night A Christmas In Rome - BMG/Catalyst/Wicklow, 1998, 09026-63250-2
- Tears of Stone - BMG RCA Victor, 1999, 09026-68968-2
- The Chieftains - A collection of favorites - BMG Special Products, 1999, DRC22445
- Chieftains Collection: The Very Best of the Claddagh Years - Wea/Atlantic, 1999, 83224
- Chieftains Collection: Very Best of the Claddagh Years, Volume 2 - Wea/Atlantic, 1999, 83395
- From the Beginning...Chieftains 1 to 4 - Wea/Atlantic, 2000, 83257
- Water From The Well - BMG RCA Victor, 2000, 09026-63637-2
- The Wide World Over - 40th Anniversary Celebration - BMG RCA Victor, 2001, 09026-63917-2
- Down the Old Plank Road - The Nashville Sessions - BMG RCA Victor, 2002, 09026-63971-2
- Further Down the Old Plank Road - The Nashville Sessions - Victor, 2003, 82876-52897-2